# NGC 5855
NGC 5855 (również PGC 54014) – zwarta galaktyka (C), znajdująca się w gwiazdozbiorze Panny. Odkrył ją Lewis A. Swift 30 marca 1887 roku.